# Babilonia (Loredana Bertè)
Babilonia è un singolo della cantautrice Loredana Bertè, pubblicato il 21 settembre 2018 come secondo estratto dal sedicesimo album in studio LiBerté.

## Descrizione
Il brano Babilonia è stato scritto da Fabio Ilacqua, Loredana Bertè e Luca Chiaravalli. Da un'intervista all'autore Fabio Ilacqua su VareseNews : "[...] Babilonia arriva successivamente, concepita come tentativo di osservare un particolare campionario umano, quello notturno, che si muove sullo sfondo di una città surreale, sconosciuta agli occhi dell’uomo diurno."

## Tracce
1. Babilonia (Fabio Ilacqua, Loredana Bertè e Luca Chiaravalli)

## Formazione
Musicisti
- Loredana Bertè – voce
- Biagio Sturiale – basso, chitarra elettrica
- Ivano Zanotti – batteria
- Luca Chiaravalli – batteria, chitarra, percussioni, pianoforte, tastiere, cori, arrangiamento
- Andrea Bonomo – chitarra
- Fabio Ilacqua – tastiere, cori, arrangiamento
- Eleonora Montagnana – violino

Produzione
- Luca Chiaravalli – produttore, registrazione
- Fabio Ilacqua – registrazione
- Alex Trecarichi – missaggio
- Piero Caramelli – mastering